# 八尔湖镇
八尔湖镇，原为大堰乡，是中华人民共和国四川省南充市南部县下辖的一个乡镇级行政单位。2018年1月，撤乡设镇，因八尔湖景区而更名。2019年10月，撤销马王乡，将其所属行政区域划归八尔湖镇管辖。

## 行政区划
八尔湖镇下辖以下地区：
任江寺村、火烽庙村、林家垭村、三家沟村、青狮子村、墙垭口村、穿井沟村、纯阳山村、封坎庙村和张家坝村，任家岩村、东林寺村、桂花桥村、向家嘴村、鲁家庙村、真井寺村、岳家沟村、玉皇庙村、高家坡村、观音山村、宝马井村和宋家寨村。